# George Green
George Green, född 14 juli 1793, död 31 maj 1841, var en brittisk matematiker och fysiker. 
Green var autodidakt men fick senare tillfälle att studera vid Cambridge University. 1828 utgav han ett viktigt arbete om potentialteori: An essay on the application of mathematical analysis to the theories of electricity and magnetism, där han införde begreppet "potential" och använde den viktiga satsen, som efter honom benämns Greens sats, för att studera dess egenskaper. Greens arbete förblev länge nästan okänt, till William Thomson Kelvin lät omtrycka det 1846. Greens samlade arbeten utgavs 1871 av N. M. Ferrers.
Han har även gett namn åt greenfunktioner, som används vid lösning av vissa differentialekvationer.
Asteroiden 12016 Green är uppkallad efter honom.